# Jimmy Wales
Jimmy Donal „Jimbo” Wales (Huntsville, Alabama, 1966. augusztus 7.) amerikai internetes vállalkozó, a Wikipédia társalapítója, a Wikimédia Alapítvány, a Wikia Search alapítója.
Magániskolában tanult, majd mesterfokozatú diplomát szerzett pénzügyi területen. Az egyetem elvégzése után egy chicagói cégnél dolgozott kutatási igazgatóként. 1996-ban két partner segítségével létrehozta a Bomis internetes portált, mely férfiakat célzott meg tartalmával. A Bomis biztosította a tárhelyet és a kezdeti anyagi fedezetet a Nupédia (2000–2003) és később a Wikipédia internetes lexikonok számára.
2001-ben Larry Sangerrel és másokkal közösen Wales segített létrehozni a Wikipédiát, a szabad, nyílt tartalmú enciklopédiát, melyet az olvasói szerkesztenek, és ami hamarosan rendkívüli növekedésnek indult, és nagy népszerűséget ért el. Ahogy a Wikipédia egyre nőtt, Wales lett a projekt szószólója és reklámozója. Walest hagyományosan a Wikipédia társalapítójának szokás nevezni, bár ő egyedüli alapítónak tekinti magát. A Wikimédia Alapítvány, a Wikipédiát és társprojektjeit üzemeltető nonprofit alapítvány kuratóriumának tagja, a kuratórium által számára létrehozott „közösségalapító” cím birtokosa. 2004-ben Angela Beesley kuratóriumi taggal közösen létrehozta a Wikiát, mely egy magántulajdonban lévő, ingyenes webtárhely-szolgáltatást nyújtó vállalkozás.
Wales háromszor nősült, második feleségétől, Christine-től van egy lánya és harmadik feleségétől, Kate-től két lánya. Jimmy Wales magát az objektivizmus és a libertarianizmus követőjének vallja. 2006-ban a Wikipédia létrehozásában való közreműködéséért a Time magazin a világ egyik legbefolyásosabb emberének nevezte. Wales a Wikipédia de facto vezetője, bár pontos pozíciója vita tárgya a sajtóban és a nyilvánosság előtt is.

## Életrajza
Wales az alabamai Huntsville-ben született. Születési idejéről eltérő források találhatóak, a házassági bizonyítványa és más források szerint augusztus 7-én született, míg a jogosítványában augusztus 8. szerepel. Gyermekkorában az (azóta nyugdíjba vonult) édesapja, Jimmy, vegyesboltot üzemeltetett. Édesanyja, Doris és nagymamája, Erma (Irma) „az egyetemes tanintézmény” hagyományaira alapozva kis magániskolát vezetett, ahol maga Wales is tanult. Osztályában összesen négy gyerek volt (ő és testvérei), így az iskolában az alsó és a felső tagozatokat külön-külön összevonták. A diákoknak meglehetősen nagy szabadság jutott abban, hogy azt tanulják, amit akarnak, az iskola oktatási filozófiája a Montessori-módszeren alapult. Wales, aki imádott olvasni, ez idő alatt hosszú órákat töltött a World Book Encyclopedia és a Britannica Encyclopedia tanulmányozásával.
A 8. osztály elvégzése után Wales az egyetemi felkészítő iskolába, a Randolph Schoolba jelentkezett, ahol igen korán felismerték a kifejezetten diákok számára létrehozott számítógépes labor és más technológiai eszközök adta lehetőségeket. Tizenhat évesen végzett. Az itteni tandíj igen magas volt, de ahogy Wales nyilatkozta: „a tanulás a mi családunkban szenvedély volt… A tudásszerzés és tanulás hagyományos megközelítését valljuk, mint a sikeres élet megalapozását.”
Először az Auburn Universityre járt, itt alapképzésben részesült pénzügyi területen, majd diplomáját az Alabamai Egyetemen (University of Alabama) szerezte. Ezt követően ugyanitt, majd az Indiana Universityn közgazdasági PhD képzésre járt. Ezalatt mindkét egyetemen oktatott, de végül nem írta meg a doktori disszertációját, amit ő maga az unatkozás számlájára ír.

## Pályafutása

### Chicagói munkája és a Bomis
1994-ben, a doktori disszertációja befejezése helyett Wales a Chicago Options Associates nevű, határidős szerződésekkel és opciós ügyletekkel foglalkozó cégnél kezdett dolgozni. Daniel Pink (Wired magazin) szerint Wales „eleget keresett ahhoz, hogy eltartsa magát és a feleségét az életük hátralevő részében”.
Wales már régóta internetfüggő volt, és gyakran töltötte az idejét számítógépes kódok írásával. Alabamai tanulmányai során a MUD-szerepjáték (egyfajta szöveges, több játékost igénylő szerepjáték) megszállottja lett, itt tapasztalta meg először a számítógépes hálózatok szerepét a kollaborációban.
A Netscape 1995-ös első tőzsdei megjelenése inspirálta, hogy internetes vállalkozó legyen, így 1996-ban két partnerrel közösen létrehozta a Bomis nevű webportált. A honlapon felhasználók által készített webringek szerepeltek, amik a The Atlantic Monthly szerint hamarosan az internet Playboyává tették a portált. Egy ideig a cég erotikus fényképeket is árult; Wales „férfiakat megcélzó keresőmotorként” jellemezte a honlapot.
A Bomis nem ért el nagy sikereket, viszont 2000 márciusában tárhelyet és kezdeti finanszírozást biztosított a Nupédia projekt számára.

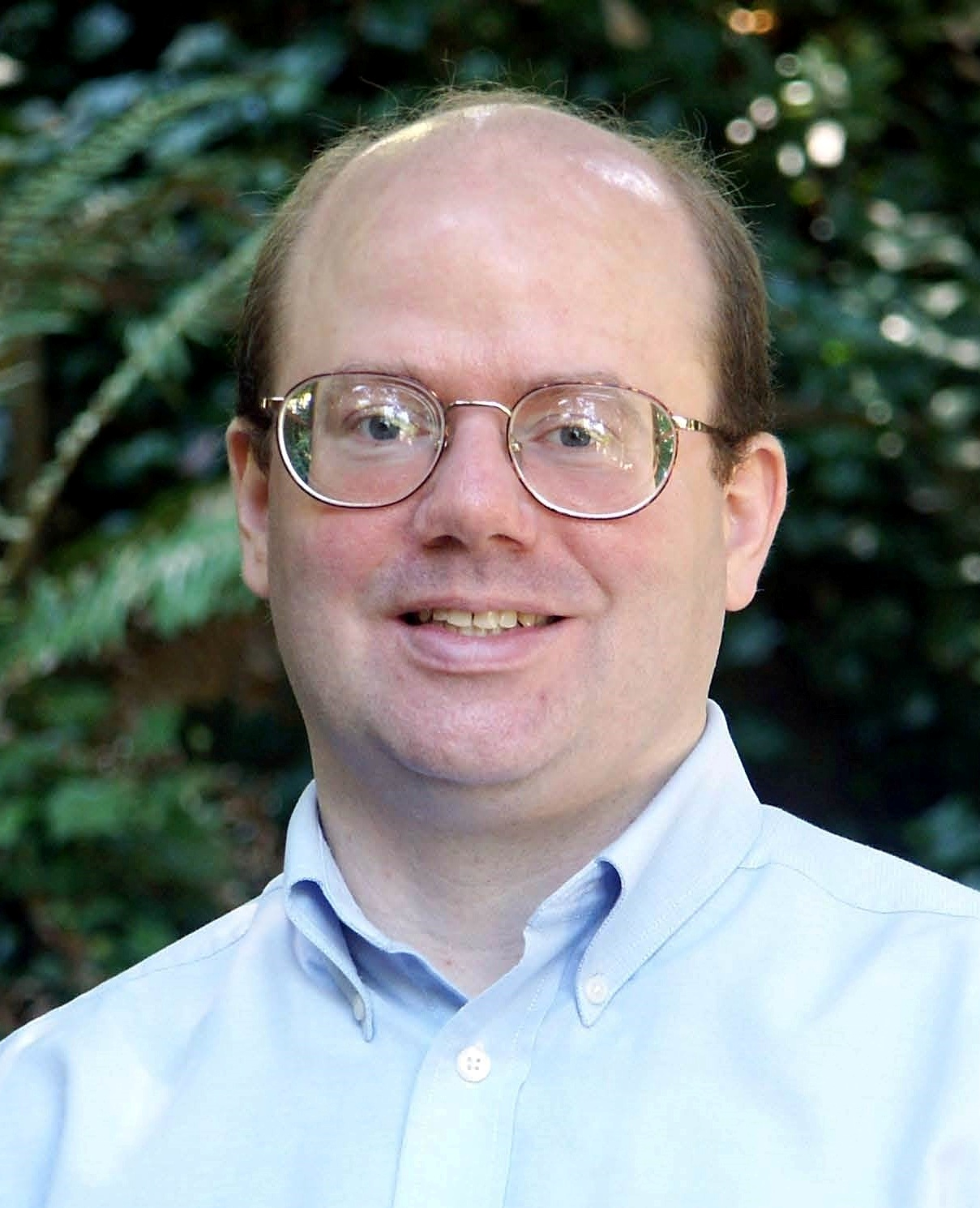
Larry Sanger, akit Wales a Nupédia főszerkesztői posztjával bízott meg

### A Nupedia és a Wikipédia alapjai
Bár a Bomis anyagi nehézségekkel küszködött, mégis ellátta Wales szenvedélyének, az online enciklopédiának a finanszírozását. Még az 1990-es évek elején Wales egy online csoport moderátori szerepét töltötte be, ahol az objektivizmusról folyt vita. Itt ismerte meg Larry Sangert. A két férfi gyakorta vitázott a filozófiai irányzatról az interneten keresztül, majd személyesen is találkoztak, és végül barátok lettek. Mikor évekkel később Wales elkezdte megvalósítani az enciklopédia-projektjét, felkérte az akkor az Ohiói Állami Egyetemen filozófiai doktori képzésben részt vevő Sangert, hogy legyen a 2000 márciusában induló Nupédia, a nyílt tartalmú, szakértők által ellenőrzött online enciklopédia főszerkesztője.
A cél az volt, hogy szakértők által írt szócikkek szülessenek, illetve hogy a bejegyzések mellett reklámfelületet értékesítsenek profitszerzés céljából. A projektet kiterjedt ellenőrzés jellemezte, mellyel a szócikkek minőségét akarták szabályozni, hogy megfeleljen egy professzionális nyomtatott enciklopédia minőségének.
Az elképzelés az volt, hogy több ezer önkéntes cikkeket fog írni egy online enciklopédiába, minden nyelven. A munka megszervezése egy rendkívül felülről lefelé működő, szervezett, akadémiai, régies szellemben folyt. Nem volt túl buzdító az önkéntes írók számára, mert volt egy csomó akadémiai ellenőrző tanácsunk, akik kritizálták a cikkeket és véleményt nyilvánítottak róluk. Olyan volt, mint mikor beadsz egy dolgozatot az iskolában, és tulajdonképpen elrettentett a részvételtől.
2001-ben Sangert Ben Kovitz programozó megismertette a wiki koncepciójával, miután Sanger a Nupedia lassú növekedésére panaszkodott, aminek a szócikkek beadásának nehézkes procedúrája volt a fő okozója. Kovitz úgy vélte, a wikimodell használata segíthet a Nupediának megszabadulni a problémáitól, mivel a szoftver segítségével a felhasználók egyidejűleg tudták használni a felületet. Sanger jónak tartotta az ötletet, majd elővezette Walesnek is, akivel közösen létrehozták a Nupedia wikifelületét 2001. január 10-én. Eredeti tervük az volt, hogy a felhasználók a wikifelület segítségével létrehozzák a szócikkeket, amiket a Nupedia szakértői ellenőriznek, mielőtt az az olvasók számára is megjelenik. A szakértők többsége azonban nem üdvözölte a változtatást, attól tartottak, hogy az amatőr és a professzionális munka összekeveredése negatív hatással lenne az enciklopédia hitelére és tartalmának minőségére. Így a wiki projekt, melyet Sanger „Wikipedia” névre keresztelt, egy különálló tartománynéven született meg, öt nappal később. Gyors növekedése miatt a Wikipédia vált a vezető projektté, a Nupedia népszerűsége hallatlanul visszaesett.

### A Wikipédia

#### A kezdetek
Sem Sanger, sem Wales nem várt sokat a Wikipédiától. Wales reménykedett, hogy talán a sok „szemét” között lesz néhány értékes cikkalap a Nupedia számára. Mindkettejük legnagyobb meglepetésére néhány nap leforgása alatt a Wikipédia szócikkszáma meghaladta a Nupediáét és összeállt egy kis szerkesztői közösség is. A projektben részt vevők közül sokan ismerték a szabadkultúra-mozgalmat és akárcsak maga Wales, hittek a nyílt tartalmakban. Kialakult egy biztos alapokon nyugvó, önszabályozó szerkesztői gárda, akik jelentősen hozzájárultak az enciklopédia növekedéséhez.
A Wikipédia kezdeti fejlesztéseinek nagy részét Sanger végezte, míg Wales biztosította hozzá az anyagi forrásokat. Sanger a Slashdot számára készült visszaemlékezésben 2005-ben kijelentette, hogy „a nyílt tartalmú, kollaboratív enciklopédia ötlete, ahol hétköznapi emberek szerkeszthetnek, teljes egészében Jimmy ötlete volt”, nem az övé, Wales őt bízta meg a fejlesztéssel.
Sanger egyszerre dolgozott a Nupediának és a Wikipédiának, míg végül 2002 februárjában a Bomis nem finanszírozta tovább a pozícióját, Sanger pedig mindkét projektet otthagyta 2002. március 1-jén. Wales a kezdeti szakaszban maga finanszírozta a projektet, és Sanger távozása előtt reklámhelyekkel kívánta volna biztosítani az anyagi forrásokat, ám ekkor felmerült az alapítvány lehetősége.

#### Vitás kérdések
Wales kijelentette, hogy ő a Wikipédia egyedüli alapítója, és nyilvánosan elutasította Sanger társalapítói megnevezését. Már 2001 szeptemberében a The New York Times is társalapítókként nevezi meg Walest és Sangert, 2002 januárjában pedig a Wikipédia első sajtóközleménye is alapítónak nevezi mindkettejüket. Ugyanezen év augusztusában Wales társalapítónak nevezte magát. Sanger a saját honlapján összegyűjtött számos olyan forrást, amelyek szerinte a társalapítói voltukat bizonyítják. Például a korai híradások és sajtóközlemények is társalapítóként hivatkoznak Walesre és Sangerre. A The Boston Globe 2006 februárjában Walestől idéz, miszerint Sanger állítása „nevetséges”, 2009 áprilisában pedig Wales azon a véleményen volt, hogy „az egész vita butaság”.
2005-ben Wales kivette a róla szóló angol Wikipédia-szócikkből a Sangerre vonatkozó társalapítói hivatkozásokat. Sanger véleménye szerint „Jimmy megpróbálja újraírni a történelmet. De ez egy hiábavaló törekvés, mert a nyíltan átlátható és maximum kommunikációra törekvő szép új világunkban az igazság úgyis kiderül.” Wales mindezek mellett a Bomis szócikkében is megpróbálta átírni a cég tevékenységi körére és szolgáltatásaira vonatkozó kifejezéseket, kivédve azok szexuális jellegét. Bár Wales szerint a változtatások a tartalom pontosságának javítására irányultak, elnézést kért, amiért saját életrajzát szerkesztette, ez ugyanis általánosan rosszallott dolog a Wikipédiában.

#### Szerepe a projektben

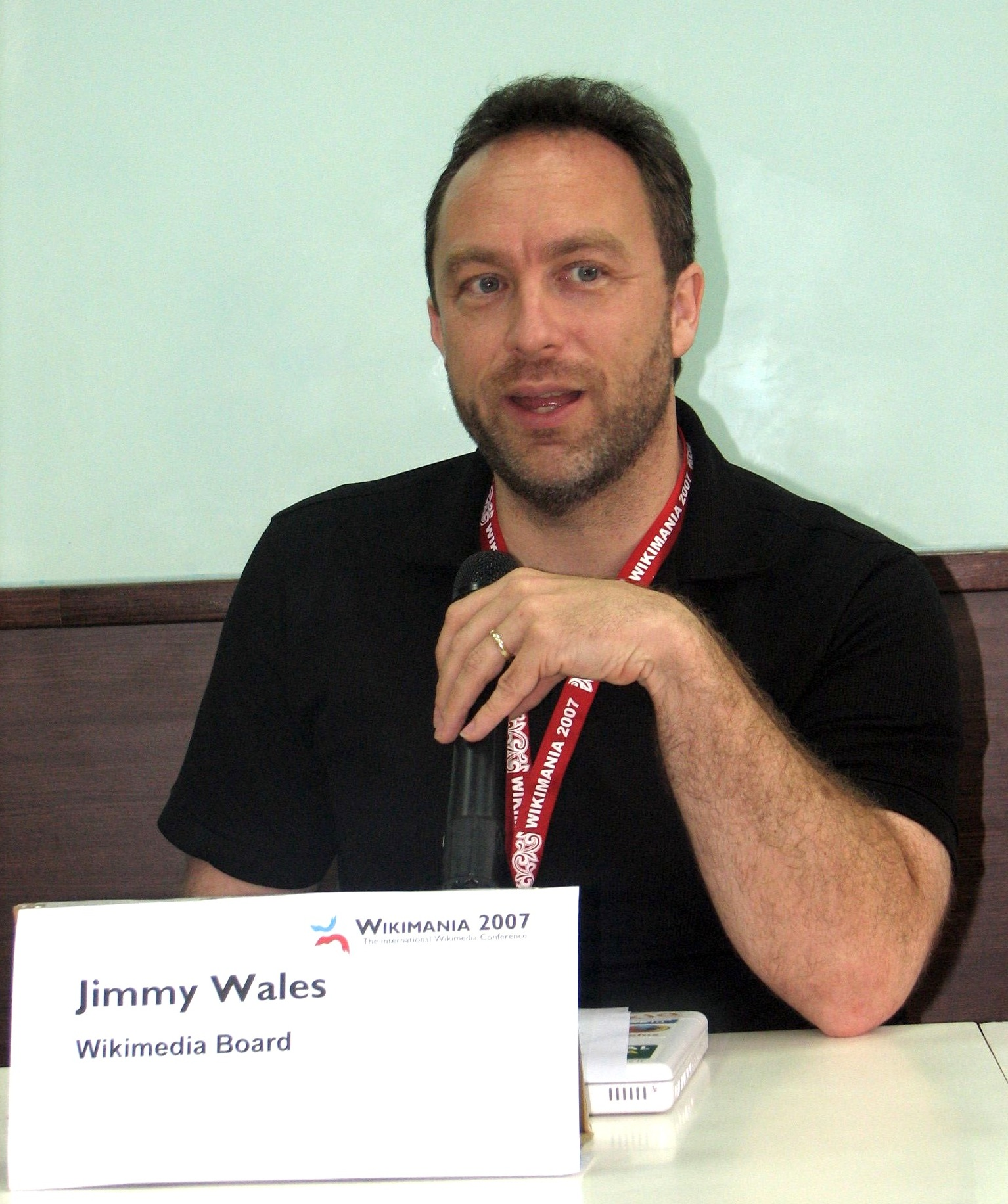
Wales a Wikimédia Alapítvány kuratóriumának tagjaként a 2007-es Wikimania összejövetelen

A Slashdotnak adott 2004-es interjújában Wales kifejtette a Wikipédiáról alkotott nézetét: „Képzelj el egy világot, ahol minden egyes ember szabadon hozzájuthat az emberiség össztudásához. Ez az, amit csinálunk.” A Wikipédia növekedése és népszerűsége internetes hírességgé emelte Jimmy Walest. A projekt alapítása előtt Wales sosem utazott messzebb, mint Kanada vagy Mexikó, a Wikipédia népszerűsítése céljából ma már szinte a világ minden tájára eljutott.
Wales a Wikipédia közösségében fizetés nélkül betöltött szerepét jellemezték már „jóakaratú diktátorként”, alkotmányos uralkodóként és szellemi vezetőként is. Egyúttal ő a projekt tulajdonképpeni szóvivője. Annak ellenére, hogy nem vesz részt behatóbban az enciklopédia napi működésében, Wales kifejezetten visszautasította a feltételezést, miszerint csökkenteni akarná a szerepvállalását.

### A Wikimédia Alapítvány

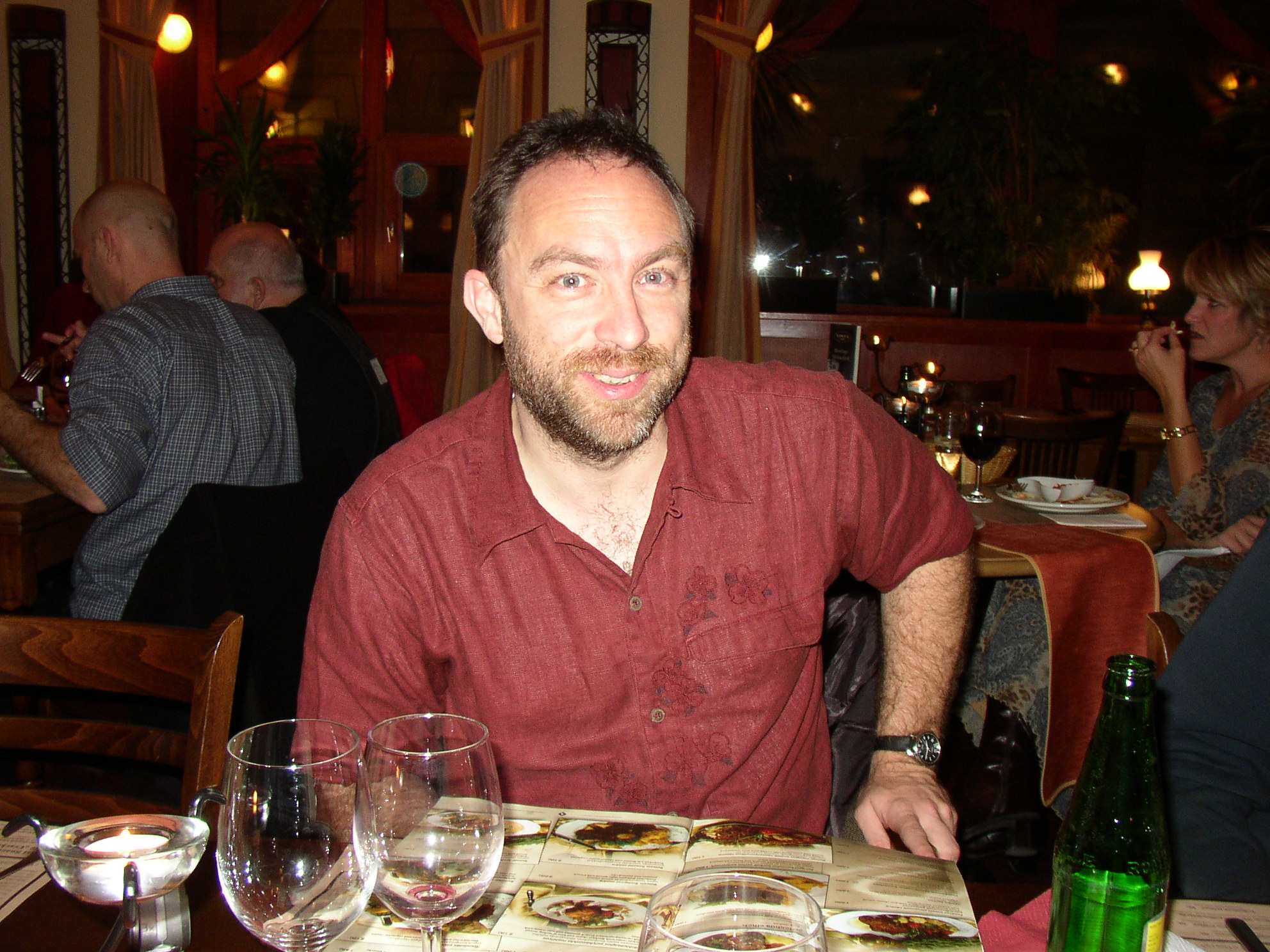
Jimmy Wales 2005-ben Budapesten, a magyar Wikipédia képviselőivel való találkozón

2003 közepén Wales a floridai St. Petersburgben létrehozta a nonprofit Wikimédia Alapítványt, ami a Wikipédiát és fiatalabb testvér-projektjeit támogatja. A Wikipédiával kapcsolatos szellemi tulajdonjogok és tartománynevek az új alapítványhoz kerültek, melynek célja az enciklopédia és a testvérprojektek irányelveinek biztosítása. Wales mind többet foglalkozik az alapítvány projektjeinek bemutatásával és terjesztésével. Kezdetben az alapítvány elnöke és a kuratórium tagja, 2006 óta az alapítvány tiszteletbeli, emeritus elnöke. Az alapítványnál végzett munkája, beleértve a különféle konferenciákon való promóciós részvételt is, fizetés nélküli. Egy 2007-es interjúban kijelentette, hogy úgy véli, az, hogy „odaadományozta” a Wikipédiát az alapítványnak egyszerre volt élete „leghülyébb és legokosabb” döntése. Úgy gondolja, a Wikipédia értéke körülbelül hárommilliárd dollár, másrészről viszont hangsúlyozta, hogy a Wikipédia eladományozása tette lehetővé az ő személyes sikereit.
Wales célja az volt, hogy egy a Vöröskereszthez hasonló nemzetközi szervezetet hozzon létre az informatika területén. Wales, annak ellenére, hogy a Wikipédia partnere a Google és a Yahoo!, elutasít minden reklámcélú tevékenységet. A Wikimédia Alapítvány adományokból tartja fenn magát, a Wikipédia lexikont, a Wikidézeteket, a Wikiszótárt, a Wikikönyvet, a Wikiforrást, a Wikifajokat, a Wikihíreket és a Meta-Wikit.
2008 márciusában Danny Wool, a Wikimédia Alapítvány egy korábbi alkalmazottja azzal vádolta meg Walest, hogy az alapítvány pénzét saját üdülési céljaira használta fel. Wool szerint Wales alapítványi hitelkártyáját is elvették részben a költekezési szokásai miatt; ezt Wales tagadta. Florence Devouard, az alapítvány akkori elnöke és Brad Patrick, az átmeneti ügyvezető igazgató tagadták, hogy Wales ilyesmit követett volna el, és kijelentették, hogy Wales minden költségét rendesen elszámolta, amit pedig nem tudott számlával igazolni, kifizette saját zsebéből.
2008-ban Jeffrey Vernon Merkey azt állította, hogy Wales beleszerkesztett a Merkeyről létrehozott szócikkbe (amit azóta töröltek), hogy Merkey jobb színben tűnjön fel, cserébe az alapítványnak juttatott adományért. Wales „képtelenségnek” nevezte Merkey állításait.

### Más projektek

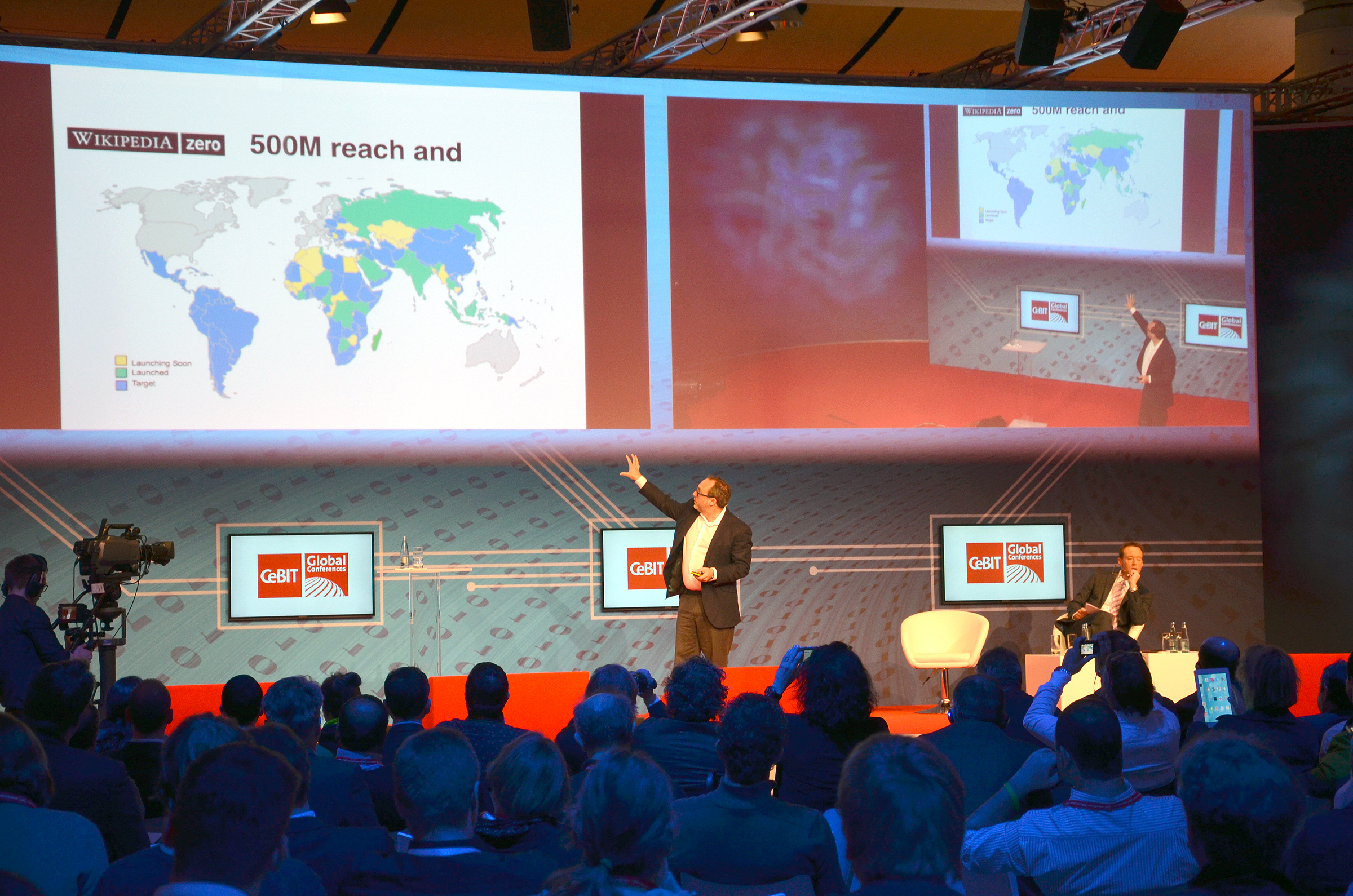
Jimmy Wales 2014-ben a CeBIT Global Conferences konferencián, a Wikipedia Zero projekt előadásán

#### Wikicities
A Wikipédia sikerén felbuzdulva Wales 2004-ben létrehozta az üzletorientált Wikia céget, amely a különböző wikiket működteti és a Wikicities projektet irányítja.
Walest 2005-ben a Harvard Egyetem jogi karának internetes jogokkal foglalkozó Berkman Center for Internet and Society tagjává választották. Ugyanabban az évben, október 3-án Wales csatlakozott a wiki technológia üzleti célú fejlesztéseivel foglalkozó Socialtext nevű vállalat igazgatósági tanácsához.

#### Wikia Search
A Wikia Search a Google-lel szemben szeretné felvenni a harcot egy új internetes keresővel.

#### WT Social
2019-ben indította el a Facebook és Twitter kihívójának szánt WT Social közösségi oldalt.

## Filozófiája
Wales magát megrögzött objektivistának tartja. Wales először akkor találkozott az irányzattal, amikor elolvasta az objektivizmus alapítójának Ayn Randnak a The Fountainhead című könyvét. 1992-ben elektronikus levelezőlistát hozott létre, ahol az objektivizmusról lehetett vitatkozni. Bár a filozófia hívőjének tartja magát, úgy véli, hogy sokkal jobb munkát végez, mint más, magukat objektivistának nevező emberek, mert ő nem próbálja meg ráerőltetni a nézeteit másokra.
Wales az osztrák közgazdász, Friedrich von Hayek The Use of Knowledge in Society című művét még egyetemista korában olvasta, és az esszé hatással volt arra, ahogyan elképzelte a Wikipédia-projekt irányítását. Hayek szerint az információ decentralizált – minden egyén csak egy kis résszel rendelkezik a kollektív tudásból, emiatt pedig a legjobb döntéseket a helyi érdekeltségű tudással rendelkezők hozzák, nem pedig egy központi szerv.

## Magánélete

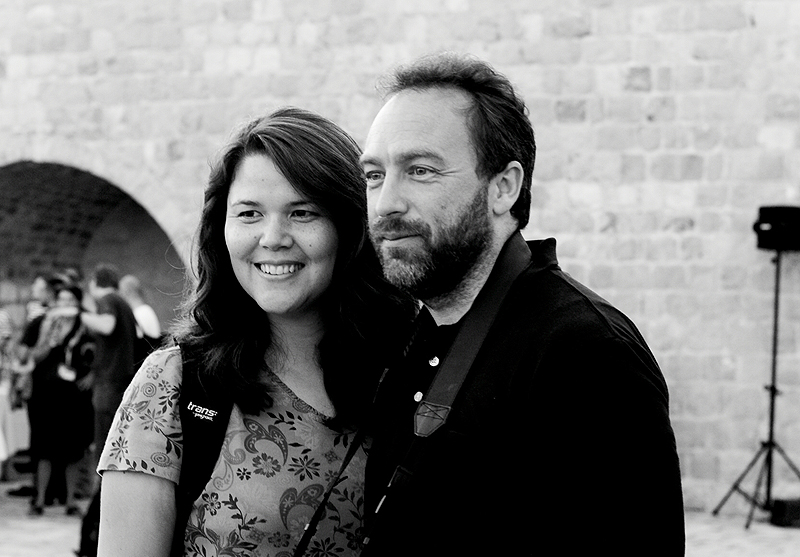
Jimmy Wales második feleségével, Christine-nel

Jimmy Wales háromszor nősült, három gyermek édesapja. Második feleségét, Christine Rohant Chicagóban ismerte meg egy barátjának köszönhetően. A pár a floridai Monroe megyében házasodott össze 1997 márciusában; egy lányuk van, Kira. Wales 1998-ban San Diegóba költözött, majd 2002-ben a floridai St. Petersburgben telepedett le.
Wales és Rohan 2008-ban elváltak.
2008-ban Jimmy Wales viszonyt folytatott egy Rachel Marsden nevű kanadai konzervatív újságírónővel, aki eredetileg a Wikipédián található életrajza miatt kereste meg. Miután összeférhetetlenséggel vádolták meg, Wales 2008 márciusában a saját blogján és a wikipédiás szerkesztői lapján is közzétette, hogy valóban volt kapcsolata a nővel, de már véget ért, és egyébként sem befolyásolta a Wikipédiával kapcsolatos ügyeit. Marsden azonban kijelentette, hogy Wales tulajdonképpen a Wikipédián tett kijelentésével szakított vele.
Wales 2012. október 6-án feleségül vette Kate Garvey-t, aki Tony Blair titkárnője volt, s akivel Wales Davosban, Svájcban találkozott. Azóta Londonban élnek és van két lányuk, Ada és Jemima.

## Díjak és elismerések

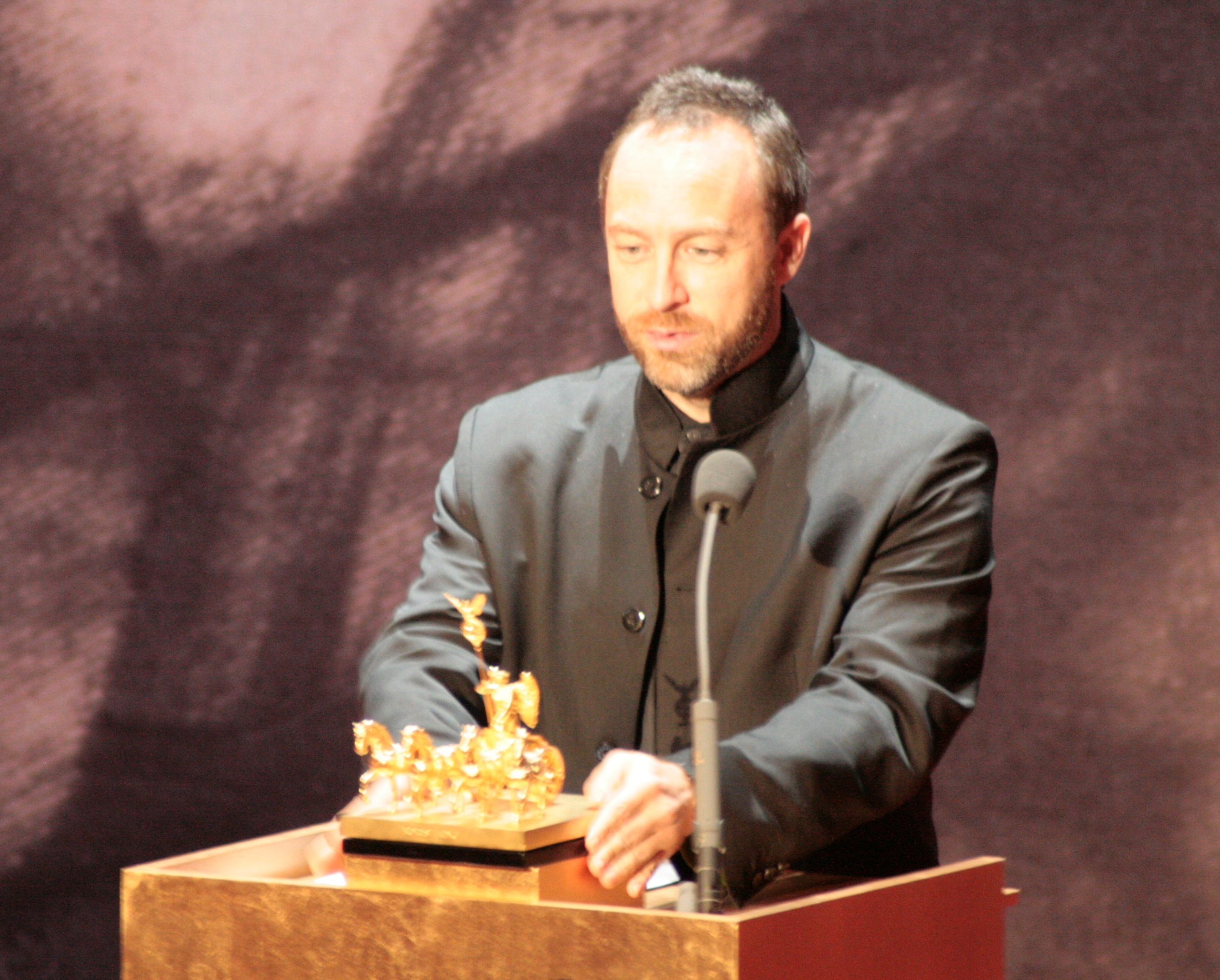
Jimmy Wales a Quadriga-díj átvételekor, 2008. október 3.

- 2006. május 3. – EFF Pioneer Award[69]
- 2006. május 8. – Wales szerepel a Time magazin 100 legbefolyásosabb embert közlő listáján a tudósok és gondolkodók között.[16]
- 2006. június 3. – Wales tiszteletbeli diplomát kap az illinoisi Knox College-tól.[70]
- 2007. január 23. – A Forbes magazin a tizenkettedik helyen listázza Walest az internetes hírességek 25-ös listáján.[71]
- 2007 – A World Economic Forum a 2007-es év Fiatal globális vezetői közé sorolja.[72]
- 2008 – A CORUM a The Global Brand Icon of the Year díját adományozza neki.[73]
- 2008 – Wales a Wikimédia projektek nevében átveszi a Quadriga-díjat.[74]
- 2008. október 30. – Wales Business Process-díjat vehet át a The Economist hetedik Annual Innovation Awards and Summit elnevezésű díjkiosztóján.[75]
- 2009. november 4. – Wales megkapja a Nokia Foundation díját „a világháló, mint demokratikus és közreműködésre ösztönző platform forradalmasításában való részvételéért”.[76]
- 2009. november – Wales átveheti a Monaco Media-díjat a kollaboratív tudáskeresés elősegítéséért.[77]
- 2015. október 23. – Wales az oviedói Teatro Campoamor színházban átveheti a nemzetközi kooperáció kategóriában a Wikipédiának ítélt Asztúria Hercegnője-díjat, melyet spanyol Nobel-díjnak is neveznek.[78]

## Publikációk
- Robert Brooks, Jon Corson and J. Donal Wales, "The Pricing of Index Options When the Underlying Assets All Follow a Lognormal Diffusion", in Advances in Futures and Options Research, volume 7, 1994. Az absztrakt elérhető online .
- Wales, Jimmy, Andrea Weckerle (2009). „Most Define User-Generated Content Too Narrowly”. Advertising Age 80. [2012. július 18-i dátummal az eredetiből archiválva]. (Hozzáférés: 2009. október 16.)